# Alors regarde (album)
Pour les articles homonymes, voir Alors regarde.
Albums de Patrick Bruel
À tout à l'heure
(1987) Si ce soir...
(1991)
Singles
1. Casser la voix
Sortie : 2 octobre 1989
2. J'te l'dis quand même
Sortie : 2 mars 1990
3. Alors regarde
Sortie : 3 septembre 1990
4. Place des Grands Hommes
Sortie : 4 février 1991
5. Décalé
Sortie : 4 juillet 1991

Alors regarde est le deuxième album studio de Patrick Bruel, sorti le 9 novembre 1989 chez BMG.

## Historique
Après un premier album (De(2) face(s)) qui fut un échec commercial, vendu à seulement 20 000 exemplaires et un succès à l'Olympia en mai 1987, Patrick Bruel a trente ans lorsqu'il signe chez BMG pour sortir ce qui est l'album de la consécration : les titres Casser la voix, J'te l'dis quand même, Alors regarde, Place des Grands Hommes et Décalé sont publiés en singles sur une durée de deux ans d'exploitation, et connaissent un triomphe. L'album se vend à plus de 2 millions d'exemplaires et sera disque de diamant en France.

## Liste des titres
| 1.    | Même si on est fou        | 3:30 |
| 2.    | Casser la voix            | 4:37 |
| 3.    | Décalé                    | 4:20 |
| 4.    | Alors regarde             | 4:16 |
| 5.    | Flash Back                | 3:50 |
| 6.    | J'te l'dis quand même     | 3:38 |
| 7.    | Place des Grands Hommes   | 4:28 |
| 8.    | La Fille de l'aéroport    | 3:23 |
| 9.    | Dors                      | 4:33 |
| 10.   | Elle m'regardait comme ça | 3:49 |
| 11.   | Rock, Haine, Rôles        | 6:03 |
| 46:27 |                           |      |

## Classement
| Classement (1989) | Meilleure place |
| ----------------- | --------------- |
| France (SNEP)     | 1               |

## Crédits
- Arrangements : Patrick Bruel et Alain Lepas
- Arrangements cuivres et claviers : Philippe Saisse
- Réalisations : Mick Lanaro et Patrick Bruel
- Producteur exécutif : Mick Lanaro pour BMG Ariola France
- Photos : Frédérique Veysset
- Design : Antoine Choque